# Daniel Ketteler
Daniel Ketteler (* 22. Februar 1978 in Warendorf) ist ein deutscher Schriftsteller und Arzt.

## Leben
Studium der Medizin sowie der Neueren Deutschen Literaturgeschichte, Deutschen Philologie und Neurolinguistik (M. A.) in Aachen. In beiden Fachbereichen Promotion zum Dr. phil. und Dr. med. Ketteler praktiziert als Arzt in Berlin. Zusammen mit Christoph Wenzel Herausgeber der Literaturzeitschrift SIC. Er veröffentlichte Musik/Texte im Pudel Club-Umfeld als Elektro Willi und Sohn.

## Werke
Einzelveröffentlichungen
Belletristik
- Zwei Inseln. Eine Reise. Zwei Kurzgeschichten. SuKuLTuR, Berlin 2006 (= „Schöner Lesen“ Nr. 59). ISBN 978-3-937737-67-6.
- Das Knacken in der Rille. Gedichte. parasitenpresse, Köln 2007.
- Grauzone. Roman. Verlagshaus J. Frank, Berlin 2012. ISBN 978-3-940249-57-9.
- novopoint grün. Roman. Launenweber Verlag, Köln 2018. ISBN 978-3-947457-00-7.
- Wartezimmer. Gedichte. parasitenpresse, Köln 2022.

Wissenschaft
- Gottfried Benns Sozialisation als Dichterarzt im Spannungsfeld zeitgenössischer neurowissenschaftlicher und sinnesphysiologischer Diskurse. Dissertation. Shaker, Aachen 2008. ISBN 978-3-8322-7561-7.

In Anthologien (Auswahl)
- Björn Kuhligk, Tom Schulz (Hrsg.): Wir zogen das Zeug. In: Kölner Kneipenbuch. Berlin Verlag, Berlin 2007.
- Ron Winkler (Hrsg.): Weiße Haube, blinder Fleck. In: Hermetisch offen. Intendenzen/Belletristik, Berlin 2008.
- Gedichte in Ron Winkler (Hrsg.): Neubuch. yedermann, München 2008.
- Gedichte in Adrian Kasnitz, Christoph Wenzel (Hrsg.): Westfalen, sonst nichts? Eine Anthologie. [SIC]-Literaturverlag und Parasitenpresse, Aachen / Zürich 2012.

In Literaturzeitschriften (Auswahl)
- Kurzprosa, Gedichte und Essays u. a. in Macondo, Am Erker, lauter niemand, Kritische Ausgabe.

Diskografie
(zusammen mit Ernst Wawra als Elektro Willi und Sohn)
- Töne in mein Haar (2006 / 12" Vinyl / Undercover, Paris)
- Alle Fitzen Rein (2007 / 12" Vinyl / Pudel Produkte, Pudel Club Hamburg, Nobistor)
- Diamanten (2008 / CD Album / modul8)